# Giacomo Maiolini
Giacomo Maiolini (ur. 8 marca 1963 r. w Pedrocca) – włoski producent, założyciel w 1984 r. i właściciel Time Records. Wraz z Time Records opuścił branżę Eurobeat w 2008 roku. W ciągu swojej piętnastoletniej kariery Giacomo pozostał jednym z głównych nazwisk włoskiego przemysłu tanecznego od 1981 roku. Ustanowił swój pierwszy rekord, a następnie rozpoczął niezwykle udaną karierę w branży Italo Dance. Wyprodukował swojego pierwszego singla "Let Me trouble" stając się liderem gatunku Italo Disco. Jest aktywny od 2000 r. Skomponował ok. 1000 utworów, (w tym do serii kompilacji Super Eurobeat). 

## Kariera Giacomo Maiolini
Giacomo uczył się w ITC Abba-Ballini. Od 30 lat stoi u steru firmy fonograficznej. Maiolini stał się jednym z najważniejszych producentów muzycznych obecnego musicalu Eurobeat. W Japonii nazywany jest „King of Eurobeat”. Dotarł na szczyty brytyjskich list przebojów i ma to nastąpić co najmniej czterokrotnie: wytwórnia Time Records jest jedyną włoską wytwórnią muzyczną, która osiągnęła taki wynik, a dziś Time jest bez wątpienia wiodącą niezależną wytwórnią muzyczną we Włoszech i jedną z najważniejszych na świecie. W 2018 roku Giacomo był twórcą wielkiej współpracy: Dynoro & Gigi D'Agostino „In My Mind”. W 2020 roku in. projekt przy pomocy Maiolini osiągnął globalne listy przebojów: LA Vision, Gigi D'Agostino z „Hollywood”. Muzyk działa w branży projektowania mody i jest zaangażowanym kolekcjonerem sztuki i mecenasem sztuki.
Giacomo Maiolini ma ponad 13 238 obserwujących na Instagramie.